# Corrida Espacial (série de TV)
Space Race (Corrida Espacial) é uma série docudrama da BBC exibida pela primeira vez na Grã-Bretanha entre 14 de setembro e 5 de outubro de 2005, narrando os principais eventos e personagens da corrida espacial americana/soviética até o primeiro pouso de um homem na Lua. A série centra-se em Sergei Korolev, o projetista-chefe de foguetes soviético, e em Wernher von Braun, seu homólogo do lado americano. A série foi um esforço conjunto entre equipes de produção britânicas, alemãs, americanas e russas.

## Recepção

### Prêmios
- Sociedade Real de Televisão 2006
  - Indicada para o RTS Television Award como o Melhor Design de Produção (Drama): Alan Spalding
- Prêmio Sir Arthur Clarke 2006
  - Ganhou o Prêmio Sir Arthur Clarke de Melhor Apresentação (TV e Rádio)

## Episódios

### Episódio 1: "Corrida aos Foguetes" (1944–1949)
Este episódio detalha os resultados do trabalho de Wernher von Braun no V-2 para os nazistas, em Mittelwerk e Peenemünde, e em suas atividades finais na Alemanha durante os últimos anos da Segunda Guerra Mundial enquanto as forças americanas e soviéticas corriam para capturar a tecnologia de foguetes alemã, que na época estava muito mais avançada que a deles. Os americanos ganharem vantagem ao recuperar von Braun, a maior parte de sua equipe sênior, todos os seus documentos técnicos e muitos outros materiais. Já no lado soviético, Sergei Korolev é dispensado do Gulag para atuar como especialista em foguetes ao lado do ex-colega Valentin Glushko e ambos começaram a trabalhar na atualização da tecnologia de foguetes soviética através da engenharia reversa das peças do V2 e dos materiais deixados para trás após a fuga de von Braun para os EUA.

### Episódio 2: "Corrida aos Satélites" (1953–1958)
À medida que a Guerra Fria se intensifica, Korolev é solicitado a construir um foguete capaz de transportar uma ogiva de cinco toneladas capaz de atingir a América. Ele projeta e constrói o R-7 Semyorka, o primeiro ICBM (Míssil Balístico Intercontinental), e mais tarde, é autorizado a usá-lo para lançar o primeiro satélite da história, o Sputnik 1, seguido rapidamente pelo lançamento do Sputnik 2. Enquanto isso, von Braun luta para persuadir o governo dos EUA a permitir-lhe lançar o seu próprio satélite. Após o lançamento do Sputnik e o fracasso da Marinha dos EUA em lançar o satélite Vanguard, ele finalmente recebe permissão para lançar o primeiro satélite americano, o Explorer 1. Korolev anuncia que os americanos igualaram o placar e que estão oficialmente em uma corrida espacial, que pretendem vencer. No final do episódio, dois homens são mostrados caminhando por um corredor, um deles vestindo um traje espacial.

### Episódio 3: "Corrida pela Sobrevivência" (1959–1961)
Tanto os americanos como os soviéticos estão a planear voos espaciais tripulados, e vemos ambos os lados preparando-se com o desenvolvimento do programa Vostok (URSS) e do Projeto Mercury (EUA). Além de detalhes básicos sobre as cápsulas e seus veículos de entrega, vemos também um pouco da seleção e treinamento dos cosmonautas russos, e um pouco menos dos seus homólogos nos EUA. Depois de dificuldades e fracassos de ambos os lados, incluindo uma história paralela sobre a falha catastrófica de um dos primeiros mísseis balísticos russos, os soviéticos conseguem colocar Yuri Gagarin no espaço primeiro, com os americanos a colocarem Alan Shepard pouco depois.

### Episódio 4: "Corrida para a Lua" (1964–1969)
Ambos os países planeiam agora colocar um homem na Lua; os americanos saem na frente na corrida espacial com o Projeto Gemini, mas depois sofrem um desastre com o incêndio da Apollo 1. Enquanto isso, apesar de sucessos notáveis, como a primeira caminhada espacial de Alexei Leonov, o programa espacial soviético luta para acompanhar o ritmo em meio a conflitos internos. Glushko e Korolev discutem permanentemente sobre combustível; Korolev recorre a Nikolai Kuznetsov para desenvolver motores. Kuznetsov entrega o NK-33, muito eficiente mas muito menos potente que o F-1 dos americanos. O programa soviético sofre mais golpes quando Korolev morre durante uma cirurgia, Gagarin morre em um acidente de jato, a Soyuz 1 cai e mata Vladimir Komarov, e o protótipo de reforço para o lançamento lunar, o foguete N-1, não consegue ser lançado com sucesso. Na América, von Braun tem dificuldades contínuas com o Saturn V, especialmente a instabilidade de combustão no grande motor F-1, mas estas são finalmente superadas quase pela força bruta e com grandes custos, e o foguete lança com sucesso a primeira missão lunar tripulada, a Apollo 8 e o primeiro pouso lunar tripulado na Apollo 11. O episódio final termina com breves resumos em texto das demais carreiras das diversas pessoas envolvidas.

## Detalhes de produção
A BBC filmou Space Race dentro e ao redor das cidades de Sibiu e Transilvânia, na Romênia. A Roménia assinou o tratado de coprodução que permite coproduções da UE. Em comparação com outros locais, a Roménia atraiu a BBC pois conta com locais naturais intocados, equipes experientes e instalações de produção a preços moderados.
A série foi filmada com a filmadora profissional Panasonic SDX 900 DVCPro50. Isso permitiu manter o cronograma de filmagem rápido e proporcionou a aparência 'corajosa' apropriada ao período de tempo. Filmada em modo progressivo widescreen de 25fps, a série oferece uma sensação cinematográfica rica, que se compara favoravelmente à alta definição.

### Elenco
- Richard Dillane – Wernher von Braun
- Steve Nicolson – Sergei Korolev
- John Warnaby – Vasily Mishin
- Ravil Isyanov – Valentin Glushko
- Rupert Wickham – Kurt H. Debus
- Tim Woodward – Marechal Mitrofan Nedelin
- Eric Loren – Castenholz
- Chris Robson – Dieter Huzel
- Mark Dexter – Staver
- Oliver de la Fosse – Tenente de Staver
- Vitalie Ursu – Yuri Gagarin
- Oleg Stefan – Alexei Leonov
- Mariya Mironova – Nina
- Jeffry Wickham – Nikolai Kuznetsov
- Robert Jezek – Robert R. Gilruth
- Robert Lindsay – Narrador
- Stuart Bunce -Lev Gaidukov
- David Barrass – Helmut Gröttrup
- Constantino Gregório – Nikita Khrushchev
- Simon Day -Kammler
- Nicholas Rowe – RV Jones
- Mikhail Gorevoy - Ivan Serov
- Stephen Greif – Coronel Holger Toftoy
- Anna Barkan – Ksenia Koroleva
- Max Bollinger - cosmonauta russo (VO)
- Todd Boyce – Alan Shepard
- Emil Măndănac – Viacheslav Lapo, técnico de som russo
- Mihai Dinvale – Cientista Alemão
- Anthony Edridge – Chris Kraft

## Imprecisões e erros
Muitos dos dados históricos e tecnológicos apresentados na série são simplificados e em alguns casos contêm erros flagrantes. A série seria melhor descrita como dando uma impressão geral do assunto, em vez de um relato factual rigoroso.

### Erros factuais
- Uma cena inicial mostra Serov executando combatentes da resistência polonesa que descobriram um V-2. Isso não aconteceu. Uma equipe de soldados e cientistas britânicos e poloneses formou uma missão para recuperar um V-2 caído perto do local de lançamento do míssil Blizna V-2, na Polônia.[4]
- As filmagens que mostram as primeiras atividades do clube de foguetes de von Braun, na verdade, mostram os foguetes de Reinhold Tiling, um rival do clube VfR ao qual von Braun pertencia. Os foguetes do clube VfR eram motores rudimentares presos a bastões.
- Faltam figuras importantes na história apresentada. Por exemplo, Andrei Tupolev, Vladimir Chelomei e Mikhail Yangel estão visivelmente ausentes, mesmo na sequência que descreve a explosão desastrosa do protótipo do ICBM R-16 de Yangel. Na série, Glushko é geralmente identificado com todos os projetos de foguetes concorrentes de Korolev dentro da URSS, mesmo aqueles pelos quais ele tinha responsabilidade apenas parcial ou era subcontratado.
- O narrador disse duas vezes que o Mercury-Redstone poderia colocar um astronauta em órbita. Na realidade, o melhor que o foguete Redstone conseguiu fazer foi colocar um astronauta numa trajetória balística “suborbital” de 15 minutos, que atingiu o pico a cerca de 190 quilómetros de altitude. O primeiro voo orbital de um astronauta americano só ocorreu em 20 de fevereiro de 1962, quando a cápsula Mercury foi colocada em órbita usando um foguete Atlas mais potente. Na verdade, o relatório da NASA TMX-53107 chamou Mercury-Redstone de "um prelúdio para um programa de vôo orbital" (páginas 1–2). No entanto, o episódio 3, "Race for Survival", se esforça para negar a capacidade orbital. O narrador diz (de 8'46" a 8' 51")  que o Redstone, derivado do V-2 "tem apenas um décimo da potência do foguete de Korolev. Mal o suficiente para colocar um homem no espaço". É claro que é por isso que a Freedom 7, a cápsula lançada por Alan Shepard em Redstone, era suborbital.
- O narrador afirma que Gagarin voa "sobre uma América adormecida", embora a rota de voo de Vostok não tenha levado a nave a nenhum lugar perto da América do Norte, exceto as Ilhas Aleutas. Gagarin disse “Estou sob a América”, no entanto. A América inclui a América do Sul e a trajetória de voo da Vostok 1 tocou a América nesse sentido. Gagarin falou à noite, ainda sobre o Pacífico, mas a apenas três minutos do Estreito de Magalhães; um pouco antes, ele estava perto do Havaí, que havia se tornado um dos Estados Unidos menos de dois anos antes.
- O episódio 1 apresenta um mapa da Europa com países indicados incorretamente. A Suíça é rotulada como Áustria, a Áustria é rotulada como Iugoslávia e a República Tcheca é rotulada como Hungria.
- O episódio 1 apresenta a rendição de Wernher von Braun aos americanos; naquela época, ele estava com um braço gravemente fraturado, o que não foi mencionado na série.
- No Episódio 2 o narrador afirma duas vezes que o foguete R-7 possui 32 motores. Isso não é inteiramente correto. O R-7 e seus sucessores possuem quatro boosters laterais e um booster central. Cada propulsor lateral possui um único motor de foguete com quatro câmaras de combustão, duas câmaras de combustão vernier e um conjunto de turbobombas. O núcleo central tem um motor semelhante, mas com quatro câmaras de combustão vernier em vez de duas. Isso perfaz um total de 32 câmaras, não motores. Na cena em que Glushko supostamente está testando o esquema de cluster, apenas um mecanismo é mostrado.
- Um dos cosmonautas, após ver pela primeira vez a cabine do Vostok (Episódio 3), pergunta onde estão os controles. Além disso, a cena do voo de Gagarin indica que não havia controles no interior. Na verdade, havia controles a bordo dos Vostoks, mas foram bloqueados para evitar que os cosmonautas os manipulassem. Um conjunto de códigos foi colocado a bordo, para que o cosmonauta pudesse desbloquear os controles se necessário.
- Quando o Controle da Missão é mostrado pela primeira vez no Episódio 3, mostra que todos os controladores de voo têm uma tela de TV mostrando a plataforma de lançamento. Na realidade, apenas o diretor de voo tinha tela de TV. Os demais consoles possuíam apenas medidores para medir os diversos sistemas.
- No episódio 4, o narrador afirma que “se eles (Apollo 8) não conseguirem travar na órbita da Lua, continuarão voando, perdidos para sempre no espaço”. Na verdade, a Apollo 8 usou uma trajetória de retorno livre que os teria levado de volta à Terra se o motor que executava a injeção na órbita lunar tivesse falhado.

### Declarações não confirmadas
A série repete a afirmação de que Korolev foi denunciado várias vezes por Glushko. Não existem documentos conhecidos que comprovem esta afirmação. O próprio Glushko foi preso antes de Korolev ser preso e foi condenado a oito anos em um campo de prisioneiros "por participar de uma organização de sabotagem". Ele foi contratado para trabalhar para o NKVD no desenvolvimento de propulsores a jato para aeronaves. Em 1942, a pedido de Glushko, o NKVD transferiu Korolev de outra prisão para o OKB de Glushko.

### Imprecisões de filmagem
- Soldados americanos que encontram Von Braun carregam uma carabina SKS em vez da M1 padrão dos EUA.
- O uso de filmagens de época é inconsistente, especialmente no que diz respeito ao R-7 e suas variantes.
- A cena que mostra o transporte de um míssil V-2 para posição de tiro mostra um míssil diferente puxado pelo caminhão soviético ZIL-157.
- Na sequência com o trem saindo da estação alemã com cientistas pode-se ler "CFR" na locomotiva, que significa Căile Ferate Române (Ferrovias Romenas).
- A cena que representa um lançamento de Kapustin Yar, datada de 1948, inclui veículos que não eram produzidos naquela época, nomeadamente o ZIL-157 (1958), o ZIL-131 (1967) e o UAZ-469 (1971).

## Livro complementar
Um livro que acompanha a série foi escrito por Deborah Cadbury.

### Edições selecionadas
- Cadbury, Deborah (5 de setembro de 2005). Space Race. [S.l.]: Fourth Estate (hardcover). ISBN 978-0-00-720995-8
- Cadbury, Deborah (7 de agosto de 2006). The Space Race: The Battle to Rule the Heavens. [S.l.]: HarperPerennial (paperback). ISBN 978-0-00-720994-1